# Rhyacophila pseudotristis
Rhyacophila pseudotristis là một loài Trichoptera trong họ Rhyacophilidae. Chúng phân bố ở miền Cổ bắc.